# Pradawny ląd 12: Dzień Lataczy
Pradawny ląd 12: Dzień Lataczy (ang. The Land Before Time XII: The Great Day of the Flyers) – amerykański film animowany dla dzieci.
Opowiada dalszych losach pięciu dinozaurów: Liliputa (apatozaur), Cery (triceratops), Pterusia (pteranodon), Kaczusi (zaurolof) i Szpica (stegozaur).

## Opis fabuły[1]
Mieszkańcy Wielkiej Doliny czekają na nadejście Dnia Latacza. Jest to ważny dzień szczególnie dla młodych latających dinozaurów. To dla nich okazja by udowodnić, że osiągnęły już dojrzałość. Pteruś z zapałem przygotowuje się do zawodów, jednak za każdym razem myli układ.

## Obsada oryginalna
- Nick Price	- Liliput (głos)
- Anndi McAfee - Cera (głos)
- Aria Noelle Curzon	- Kaczusia (głos)
- Jeff Bennett - Pteruś / Brat Pterusia (głos)
- Rob Paulsen - Szpic / Mo / Guido (głos)
- John Ingle	- Ojciec Cery (głos) (narrator)
- Tress MacNeille - Matka Pterusia (głos)
- Nika Futterman - Tricia / Drugi brat Pterusia (głos)
- Susan Blu - Trzeci brat Pterusia (głos)
- Kenneth Mars - Dziadek / Parasaurlophus (głos)